# Seznam kartuziánských klášterů

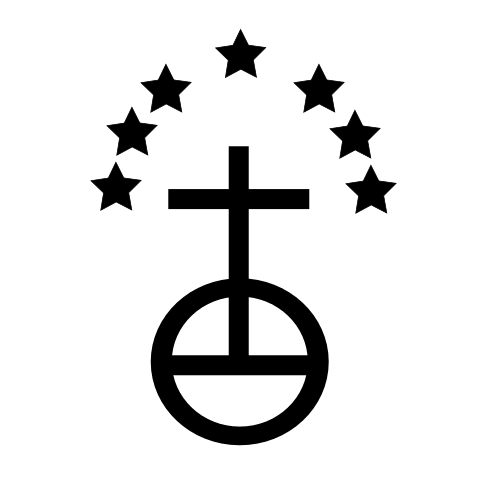
Znak kartuziánského řádu

Toto je neúplný seznam kartouz – klášterů kartuziánského řádu. Seznam zahrnuje existující i zaniklé fundace řádu.

## Seznam kartouz
Česko
- Kartuziánský klášter Královo Pole (1375–1782) – slouží jako škola
- Kartuziánský klášter Vallis Josaphat v Dolanech (1388–1437)
- Kartuziánský klášter Domus Vallis Josephus v Olomouci (1443–1782)
- Kartuziánský klášter Hájek Panny Marie v Tržku (1378–1394)
- Kartuziánský klášter Štípa (1616–1623)
- Kartuziánský klášter Zahrada Panny Marie na Smíchově (1342–1419)
- Kartuziánský klášter sv. Bruna ve Valdicích (1627–1782) – slouží jako věznice

 Francie
- Grande Chartreuse (Velká kartouza) – hlavní klášter řádu
- Kartouza Portes
- Kartouza Montrieux

 Itálie
- Kartuziánský klášter v Pavii
- Kartuziánský klášter v San Martino
- Kartuziánský klášter v Padule

 Německo
- Kartuziánský klášter Marienau

 Polsko
- Kartuziánský klášter Gratia Dei u Štětína

 Rakousko
- Kartuziánský klášter Gaming – slouží jako hotel a vzdělávací zařízení

 Slovensko
- Kartuziánský klášter Haynburg (Brezovička) 1307–1329
- Kartuziánský klášter Červený kláštor

 Slovinsko
- Kartouza Pleterje

 Spojené království
- Kartouza svatého Huga v Parkminsteru

 Španělsko
- Klášter Miraflores
- Kartouza Montalegre
- Kartouza Porta Coeli u Valencie

 Švýcarsko
- Kartuziánský klášter La Valsainte

 USA
- Kartouza Proměnění Páně ve Vermontu

 Brazílie
- Kartouza Panny Marie v Medianeiře
- Kartouza svatého Josefa v Deán Funes

 Jižní Korea
- Kartouza Panny Marie v Modongu